# Raión de Klichaw
Klichaw (en bielorruso: Клічаўскі раён) es un raión o distrito de Bielorrusia, en la provincia (óblast) de Maguilov. 
Comprende una superficie de 1796 km².

## Demografía
Según estimación 2010 contaba con una población total de 17246 habitantes.